# 166944 Seton
166944 Seton è un asteroide della fascia principale. Scoperto nel 2003, presenta un'orbita caratterizzata da un semiasse maggiore pari a 2,2196166 UA e da un'eccentricità di 0,1825822, inclinata di 8,63113° rispetto all'eclittica.
L'asteroide è dedicato alla religiosa statunitense Elizabeth Ann Bayley Seton.